# 저스트 댄스

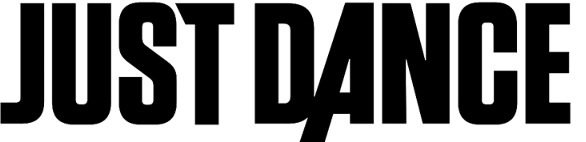

Just Dance(영어: Just Dance)는 유비소프트가 개발하고 발매하는 댄스 게임 시리즈이다. 시리즈의 제목은 레이디 가가의 동명 노래에서 유래한다. 1편은 2009년에 북아메리카, 유럽, 오스트레일리아에서 발매된 Wii 대응 게임이다.

## 이 앱이 나온 영화
이모티: 더 무비

## 시리즈

### 메인 시리즈
- 저스트 댄스
- 저스트 댄스 2
- 저스트 댄스 3
- 저스트 댄스 4
- 저스트 댄스 2014
- 저스트 댄스 2015
- 저스트 댄스 2016
- 저스트 댄스 2017
- 저스트 댄스 2018
- 저스트 댄스 2019
- 저스트 댄스 2020
- 저스트 댄스 2021

### 일본판
- JUST DANCE Wii
- JUST DANCE Wii 2
- JUST DANCE Wii U
- 요괴워치 댄스 JUST DANCE 스페셜 버전

### 저스트 댄스 키즈 시리즈
- 저스트 댄스 키즈
- 저스트 댄스 키즈 2
- 저스트 댄스 키즈 2014

### 디즈니 시리즈
- 저스트 댄스 디즈니 파티
- 저스트 댄스 디즈니 파티 2

### 익스피리언스 시리즈
- 마이클 잭슨: 더 익스피리언스
- 블랙 아이드 피스 익스피리언스
- 힙합 댄스 익스피리언스

### 스핀오프
- 댄스 온 브로드웨이
- 스머프 댄스 파티
- 아바: 유 캔 댄스

### 그레이티스트 히트
- 저스트 댄스 그레이티스트 히트

### 특별판
- 저스트 댄스 썸머 파티
- 저스트 댄스 나우
- 저스트 댄스 언리미티드